# Adam de Boer
Adam Ruurds de Boer (Akkrum, 1721 - Deersum, 1800) was een Nederlandse schaatser.

## Levensloop
Adam de Boer werd geboren als zoon van Ruurd Arriens en Dirckie Adams Slotje. Op 18 april 1749 is Adam Hurdrider (hardschaatser), zoals zijn bijnaam luidde, te Oldeboorn getrouwd met Jeltje Everts Ecoma, en op 22 september 1749 kreeg het paar een meisje, Durkjen. Toen de vader van Jeltje, Evert Jelles Ecoma, in 1750 overleed kwam het gezin op de Ecoma-state in Oldeboorn te wonen. De twee kregen nog een tweede kind, maar in 1754 stierf Jeltje.
Op 29 juni 1755 trouwde Adam met Jeltje Hotzes. Toen de familie Ecoma in 1759 de huur opzegde, verhuisde het gezin naar een boerderij bij Deersum. Adam en Jeltje kregen samen nog minstens tien kinderen, mogelijk meer. Adam heeft zijn verdere leven op die boerderij gewoond, tot hij er in 1800 stierf. In Akkrum is een straat naar hem vernoemd.

## Prestaties
Adam was zo beroemd als schaatser dat hij de hoofdpersoon van verschillende verhalen geworden is. Onder andere zijn er verhalen die vertellen dat hij zo hard schaatste dat niemand hem kon bijhouden, en over zijn wedstrijden op de korte baan. Ook zijn er verhalen over de sprongen die hij op het ijs maken kon. Het beroemdste verhaal is dat hij eens bij Oude Schouw over een wak sprong dat 22 meter groot was. In Friesland is het spreekwoord nog bekend Dat is gjin bean wurdich, sei Adam, en hy sprong oer it soal. Wellicht dat het verhaal door de tand des tijds is overdreven, maar in ieder geval is het geschrift van Veglin van Claerbergen bewaard gebleven. Vegilin schreef dat hij de boer uit Akkrum 10, 12 en nog meer meter had zien springen.
Het verhaal gaat dat Adam door de Groningers uitgedaagd was voor een kortebaan-wedstrijd. Op de dag van de wedstrijd was Adam echter nog nergens te bekennen. Toen al getwijfeld werd of de wedstrijd wel door zo gaan kwam de Hurdrider, vlak voor het begin van de wedstrijd, op de schaats aanzetten uit Friesland. Zonder een pauze, en zonder zelfs zijn jas maar uit te trekken, schaatste Adam de wedstrijd. De eerste rit won de Groninger. De tweede rit won de Hurdrider maar net en ook de derde rit wist Adam maar nipt te winnen. Al snel werd hij door de Groningers bespot omdat hij maar met zo'n krappe zege won. Toen deed Adam zijn jas uit en daagde de Groninger schaatser uit voor een laatste rit. Meteen stoof hij weg naar het keerpunt. Hij keerde en was al halverwege de terugtocht toen hij de Groninger tegenkwam, die nog maar de helft van de baan afgelegd had. Na die wedstrijd moesten de spotters toegeven dat Adam Hurdrider duidelijk de snelste geweest was.